# 에치고하야카와역
에치고하야카와역(일본어: 越後早川駅)은 일본 니가타현 무라카미시에 위치한 동일본 여객철도 우에쓰 본선의 철도역이다. 상대식 승강장 2면 2선의 승강장을 갖춘 지상역이다.

## 타는 곳
| 1 | ■ 우에쓰 본선 | 하행 | 아쓰미온센 · 쓰루오카 · 사카타 방면 |
| 2 | ■ 우에쓰 본선 | 상행 | 무라카미 · 시바타 · 니쓰 방면       |

## 역 주변
- 국도 제345호선

## 역사
- 1924년 7월 31일 : 무라카미 - 네즈가세키 간 개통 시기에 개설.
- 1964년 1월 16일 : 화물의 취급 및 수하물 · 소하물 배달 취급을 폐지.
- 1972년 9월 1일 : 하물의 취급을 폐지.
- 1987년 4월 1일 : 일본국유철도 분할 민영화에 의해, 동일본 여객철도가 승계.
- 2012년 5월 1일 : 명예 역장을 배치.

## 인접 역
| 동일본 여객철도 우에쓰 본선 | 동일본 여객철도 우에쓰 본선 | 동일본 여객철도 우에쓰 본선 |
| --------------------------- | --------------------------- | --------------------------- |
| 마지마 니쓰 방면            | ■ 우에쓰 본선               | 구와가와 아키타 방면        |